# Record du monde du lancer du javelot
Pour un article plus général, voir Records du monde d'athlétisme.
Les records du monde du lancer du javelot sont actuellement détenus par le Tchèque Jan Železný qui établit la marque de 98,48 m le 25 mai 1996 à Iéna en Allemagne, et par sa compatriote Barbora Špotáková, créditée de 72,28 m le 13 septembre 2008 à Stuttgart en Allemagne.
Le premier record du monde du lancer du javelot homologué par World Athletics est celui du Suédois Eric Lemming en 1912 avec la marque de 62,32 m. En 1986, à la suite du record du monde de l'Est-Allemand Uwe Hohn qui effectue un lancer au-delà des 100 m, le javelot est redessiné par mesure de sécurité et une nouvelle liste de records du monde est ouverte au 1er avril 1986. En 1991, le javelot est une nouvelle fois modifié et une troisième liste de records du monde est effective à compter du 18 novembre 1991.
Le premier record mondial féminin, régi alors par la Fédération Sportive Féminine Internationale, est établi en 1922 par la Tchécoslovaque Božena Šrámková. Comme pour les hommes, le javelot féminin est redessiné en 1999 et une seconde liste de record du monde apparaît à compter du 1er avril 1999.

## Record du monde masculin

### Matti Järvinen et ses dix records du monde

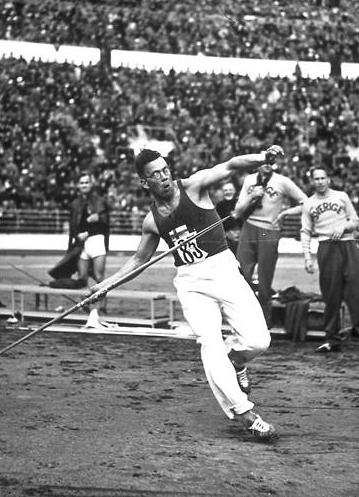
Matti Järvinen établit dix records du monde consécutifs de 1930 à 1936.

Le premier record du monde masculin du lancer du javelot homologué par l'IAAF est celui du Suédois Eric Lemming, champion olympique en 1908 et 1912, qui établit la marque de 62,32 m le 29 septembre 1912 à Stockholm. Le 25 août 1919, toujours à Stockholm, le Finlandais Jonni Myyrä porte ce record à 66,10 m, performance améliorée le 12 octobre 1924 à Eksjö par le Suédois Gunnar Lindström avec 66,62 m, puis le 8 octobre 1927 à Viipuri par le Finlandais Eino Penttilä avec 69,88 m. Le 15 août 1928 à Stockholm, le Suédois Erik Lundqvist, champion olympique en 1928, devient le premier athlète à dépasser la ligne des soixante-dix mètres en fixant le record mondial à 71,01 m.
Le Finlandais Matti Järvinen, considéré par les spécialistes comme le premier grand lanceur de javelot de l'ère moderne, apparaît sur la scène internationale au début des années 1930 et améliore dix fois consécutivement le record du monde. En 1930, il réalise 71,57 m le 8 août à Viipuri, 71,70 m le 17 août à Tampere, 71,88 m le 31 août à Vaasa, et 72,93 m le 14 septembre à Viipuri. Il porte le record à 74,02 m le 27 juin 1932 à Turku, à 74,28 m le 25 mai 1933 à Mikkeli, à 74,61 m le 7 juin 1933 à Vaasa, et à 76,10 m le 15 juin 1933 à Helsinki. 
Champion olympique en 1932, et double champion d'Europe, en 1934 et 1938, Matti Järvinen établit deux nouveaux records du monde : 76,66 m le 7 septembre 1934 à Turin au cours des championnats d'Europe, et enfin 77,23 m le 18 juin 1936 à Helsinki.
Le 25 août 1938, à Karhula, l'autre Finlandais Yrjö Nikkanen améliore de près de 50 cm le record du monde de Matti Järvinen en établissant la marque de 77,87 m. Le 16 octobre 1938, à Kotka, Nikkanen porte son propre record du monde à 78,70 m.

### De Bud Held à Jānis Lūsis

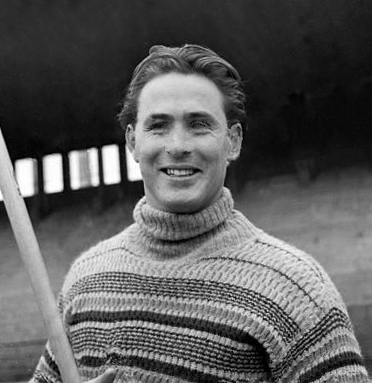
Egil Danielsen, détenteur du record du monde de 1956 à 1959.

Le record du monde de Yrjö Nikkanen n'est battu que quinze ans plus tard, le 8 août 1953 à Pasadena par l'Américain Bud Held, qui devient à cette occasion le premier athlète à dépasser la ligne des quatre-vingt mètres avec 80,41 m. Held a la particularité de dessiner et fabriquer ses propres javelots, adaptés à une meilleure pénétration dans l'air tout en respectant les spécifications des règlements de l'IAAF. Il remplace peu à peu le bois par l'aluminium qui permet d'estomper les vibrations de l'engin et ainsi gagner en stabilité. Le 21 mai 1955, à Modesto, il améliore son propre record du monde en le portant à 81,75 m. 
Trois nouveaux records du monde sont battus durant la saison 1956 : une première fois par le Finlandais Soini Nikkinen qui améliore de près de deux mètres la mesure Bud Held en atteignant 83,56 m le 24 juin à Kuhmoinen , une deuxième fois par le Polonais Janusz Sidło, auteur de 83,66 m le 30 juin à Milan, et une troisième fois par le Norvégien Egil Danielsen qui améliore de près de deux mètres la performance de Sidło en réalisant un lancer à 85,71 m, le 26 novembre à Melbourne en finale des Jeux olympiques. 
Le 5 juin 1959, à Compton l'Américain Al Cantello améliore de 32 cm le record mondial de Egil Danielsen en portant la meilleure marque mondiale à 86,04 m.
L'Italien Carlo Lievore s'approprie le record du monde le 1er juin 1961 à Milan en effectuant un lancer à 86,74 m, soit une amélioration de 70 cm de la performance d'Al Cantello.
Le 1er juillet 1964, le Norvégien Terje Pedersen atteint 87,12 m à Oslo lors des Bislett Games et devient le nouveau détenteur du record du monde. Deux mois plus tard, le 2 septembre 1964 lors de la rencontre d'athlétisme Norvège-Tchécoslovaquie à Oslo, Pedersen améliore de plus de quatre mètres (4,61 m) son propre record du monde avec un lancer à 91,72 m, devenant officiellement le premier athlète dépasser la limite des quatre-vingt-dix mètres. 
Le record du monde de Terje Pedersen est amélioré quatre ans plus tard, le 23 juin 1968, par le Soviétique Jānis Lūsis, qui quelques mois avant son titre olympique remporté aux Jeux de Mexico, établit la marque de 91,98 m à Saarijärvi, en Finlande. 
Dépossédé de son record du monde par le Finlandais Jorma Kinnunen, auteur de 92,70 m le 18 juin 1969 à Tampere, Jānis Lūsis reprend son bien trois ans plus tard, le 6 juillet 1972 à Stockholm, en réalisant un lancer à 93,80 m.

### Uwe Hohn au-delà des cent mètres

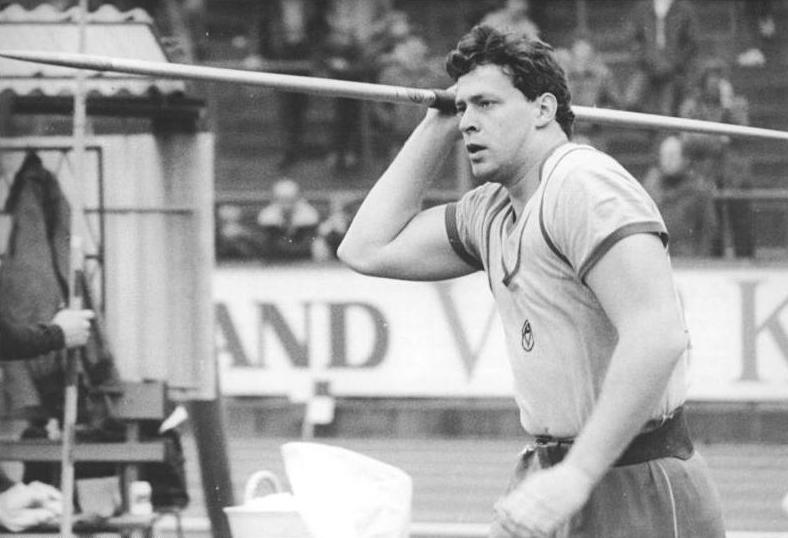
Uwe Hohn dépasse la limite des 100 m en 1984.

L'Allemand de l'Ouest Klaus Wolfermann, champion olympique en 1972 à Munich, devient le nouveau détenteur du record du monde en atteignant la marque de 94,08 m le 5 mai 1973 à Leverkusen. 
Le 25 juillet 1976, en finale des Jeux olympiques de 1976, à Montréal, le Hongrois Miklós Németh remporte la médaille d'or et améliore de 50 cm le record du monde de Wolfermann en le portant à 94,58 m. 
Le record est battu de plus de deux mètres, quatre ans plus tard, le 23 avril 1980 à Tata, par son compatriote Ferenc Paragi qui réalise un lancer à 96,72 m.
Le 15 mai 1983, à Los Angeles, l'Américain Tom Petranoff atteint la marque de 99,72 m, améliorant de trois mètres juste le record du monde de Ferenc Paragi. Lors de concours, Petranoff bénéficie d'un nouveau javelot mis au point par la firme Held, qui possède une queue plus effilée que la normale, ce qui améliore la portance. Ce type d'engin n'est pas admis lors des compétitions internationales mais l'IAAF homologue néanmoins le record. 
Le 20 juillet 1984, à Berlin, l'Est-Allemand Uwe Hohn devient le premier athlète à dépasser la limite des cent mètres en améliorant de plus de cinq mètres le record du monde de Petranoff avec 104,80 m. Cette performance déclenche l'ouverture d'une enquête à l'IAAF par mesure de sécurité qui aboutira à la suppression des javelots planeurs.

### Nouveaux modèles de javelot
Le 1er avril 1986, entre en vigueur le nouveau règlement de l'IAAF qui modifie les spécifications du javelot, en avançant de quatre centimètres le centre de gravité afin de permettre à l'engin de piquer et de le rendre moins planant. Dans le même temps, la Fédération internationale décide de clore le palmarès du record du monde au 1er janvier 1986, et d'ouvrir une nouvelle liste au  1er avril 1986.
Le premier record du monde avec le nouveau modèle de javelot est celui de l'Allemand de l'Ouest Klaus Tafelmeier qui établit la marque de 85,74 m, le 21 septembre 1986 à Côme. À cette période, le Tchécoslovaque Jan Železný apparaît sur la scène internationale et améliore de près de deux mètres le record de Tafelmeier, le 31 mai 1987 à Nitra, en effectuant un lancer à 87,66 m. 
Le Suédois Patrik Bodén porte le record du monde à 89,10 m le 24 mars 1990 à Austin, performance améliorée par le Britannique Steve Backley le 2 juillet 1990 à Stockholm avec 89,58 m. Le 14 juillet 1990, à Oslo, Jan Železný s'approprie une nouvelle fois le record mondial avec 89,66 m, mais une nouvelle controverse se développe à propos du javelot de Železný, conçu par Miklós Németh, et dont la partie arrière rugueuse (striée) améliore sa sustentation. Le 20 juillet 1990, à Londres, Steve Backley bat le record du monde du Tchécoslovaque en le portant à 90,98 m. En 1991, le Finlandais Seppo Räty améliore à deux reprises le record du monde, une première fois le 6 mai à Shizuoka avec 91,98 m, et une seconde fois le 2 juin à Punkalaidun en ajoutant près de cinq mètres à sa performance avec 96,96 m.
L'IAAF déclare illégale l'utilisation de javelot à queue striée et impose celle du javelot lisse. Comme elle l'avait fait en 1986, elle décide de clore la liste du record du monde au 17 novembre 1991, et d'en ouvrir une nouvelle au 18 novembre 1991.

### Jan Železný depuis 1996

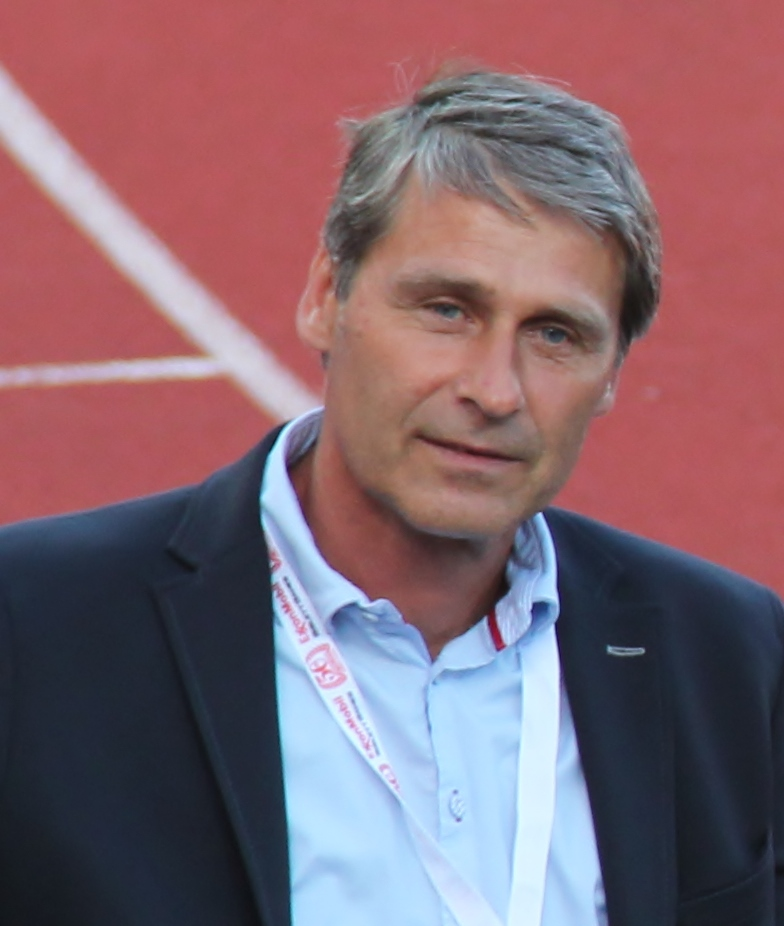
Jan Železný, actuel détenteur du record du monde du lancer du javelot avec 98.48 m (1996)

Le 25 janvier 1992, avec un javelot lisse, Steve Backley devient nouveau détenteur du record du monde en effectuant un lancer à 91,46 m à North Shore City. Le 4 juillet de la même année, à Oslo, Jan Železný améliore de près de trois mètres la marque du Britannique, mais l'IAAF refuse l'homologation  après avoir constaté une irrégularité dans  les caractéristiques de l'engin.
En 1993, Jan Železný, qui totalisera trois titres olympiques et trois titres de champion du monde tout au long de sa carrière, établit deux nouveaux records du monde, le premier le 6 avril à Pietersburg en Afrique du Sud avec 95,54 m, et le second le 29 août à Sheffield avec 95,66 m.
Le 25 mai 1996, lors du meeting d'Iéna, en Allemagne, Jan Železný améliore de près de trois mètres son propre record du monde en établissant un lancer à 98,48 m à son troisième essai.
Depuis 1996, l'Allemand Johannes Vetter s'est rapproché du record du monde de Jan Železný en étant le seul à effectuer des lancers au-delà des 95 mètres :  une première fois le 6 septembre 2020 à Chorzów, avec 97,76 m, signant à cette occasion la deuxième meilleure performance de tous les temps depuis la nouvelle redéfinition du javelot en 1991, et une deuxième fois le  29 mai 2021, toujours à Chorzów, avec 96,29 m.

### Progression du record du monde
46 records du monde masculins du lancer du javelot ont été homologués par l'IAAF.
| Marque                                                  | Athlète          | Date              | Lieu             |
| ------------------------------------------------------- | ---------------- | ----------------- | ---------------- |
| Premier modèle (1912-1986)                              |                  |                   |                  |
| 62,32 m                                                 | Eric Lemming     | 29 septembre 1912 | Stockholm        |
| 66,10 m                                                 | Jonni Myyrä      | 25 août 1919      | Stockholm        |
| 66,62 m                                                 | Gunnar Lindström | 12 octobre 1924   | Eksjö            |
| 69,88 m                                                 | Eino Penttilä    | 8 octobre 1927    | Viipuri          |
| 71,01 m                                                 | Erik Lundqvist   | 15 août 1928      | Stockholm        |
| 71.57 m                                                 | Matti Järvinen   | 8 août 1930       | Viipuri          |
| 71,70 m                                                 | Matti Järvinen   | 17 août 1930      | Tampere          |
| 71,88 m                                                 | Matti Järvinen   | 31 août 1930      | Vaasa            |
| 72,93 m                                                 | Matti Järvinen   | 14 septembre 1930 | Viipuri          |
| 74,02 m                                                 | Matti Järvinen   | 27 juin 1932      | Turku            |
| 74,28 m                                                 | Matti Järvinen   | 25 mai 1933       | Mikkeli          |
| 74,61 m                                                 | Matti Järvinen   | 7 juin 1933       | Vaasa            |
| 76,10 m                                                 | Matti Järvinen   | 15 juin 1933      | Helsinki         |
| 76,66 m                                                 | Matti Järvinen   | 7 septembre 1934  | Turin            |
| 77,23 m                                                 | Matti Järvinen   | 18 juin 1936      | Helsinki         |
| 77,87 m                                                 | Yrjö Nikkanen    | 25 août 1938      | Karhula          |
| 78,70 m                                                 | Yrjö Nikkanen    | 16 octobre 1938   | Kotka            |
| 80,41 m                                                 | Bud Held         | 8 août 1953       | Pasadena         |
| 81,75 m                                                 | Bud Held         | 21 mai 1955       | Modesto          |
| 83,56 m                                                 | Soini Nikkinen   | 24 juin 1956      | Kuhmoinen        |
| 83,66 m                                                 | Janusz Sidło     | 30 juin 1956      | Milan            |
| 85,71 m                                                 | Egil Danielsen   | 26 novembre 1956  | Melbourne        |
| 86,04 m                                                 | Al Cantello      | 5 juin 1959       | Compton          |
| 86,74 m                                                 | Carlo Lievore    | 1er juin 1961     | Milan            |
| 87,12 m                                                 | Terje Pedersen   | 1er juillet 1964  | Oslo             |
| 91,72 m                                                 | Terje Pedersen   | 2 septembre 1964  | Oslo             |
| 91,98 m                                                 | Jānis Lūsis      | 23 juin 1968      | Saarijärvi       |
| 92,70 m                                                 | Jorma Kinnunen   | 18 juin 1969      | Tampere          |
| 93,80 m                                                 | Jānis Lūsis      | 6 juillet 1972    | Stockholm        |
| 94,08 m                                                 | Klaus Wolfermann | 5 mai 1973        | Leverkusen       |
| 94,58 m                                                 | Miklós Németh    | 25 juillet 1976   | Montréal         |
| 96,72 m                                                 | Ferenc Paragi    | 23 avril 1980     | Tata             |
| 99,72 m                                                 | Tom Petranoff    | 15 mai 1983       | Los Angeles      |
| 104,80 m                                                | Uwe Hohn         | 20 juillet 1984   | Berlin-Est       |
| Deuxième modèle (du 1er avril 1986 au 17 novembre 1991) |                  |                   |                  |
| 85,74 m                                                 | Klaus Tafelmeier | 21 septembre 1986 | Côme             |
| 87,66 m                                                 | Jan Železný      | 31 mai 1987       | Nitra            |
| 89,10 m                                                 | Patrik Bodén     | 24 mars 1990      | Austin           |
| 89,58 m                                                 | Steve Backley    | 2 juillet 1990    | Stockholm        |
| 89,66 m                                                 | Jan Železný      | 14 juillet 1990   | Oslo             |
| 90,98 m                                                 | Steve Backley    | 20 juillet 1990   | Londres          |
| 91,98 m                                                 | Seppo Räty       | 6 mai 1991        | Shizuoka         |
| 96,96 m                                                 | Seppo Räty       | 2 juin 1991       | Punkalaidun      |
| Modèle actuel (depuis le 18 novembre 1991)              |                  |                   |                  |
| 91,46 m                                                 | Steve Backley    | 25 janvier 1992   | North Shore City |
| 95,54 m                                                 | Jan Železný      | 6 avril 1993      | Pietersburg      |
| 95,66 m                                                 | Jan Železný      | 29 août 1993      | Sheffield        |
| 98,48 m                                                 | Jan Železný      | 25 mai 1996       | Iéna             |

## Record du monde féminin

### Historique
Le 1er juillet 2001, la Cubaine Olisdeilys Menéndez devient la première athlète à dépasser la limite des 70 mètres depuis l'instauration des nouveaux modèles de javelot en 1999. À Réthymnon en Grèce, elle réalise 71,54 m dès son entrée dans le concours, ajoutant près de deux mètres au record du monde de Trine Hattestad. Championne du monde en 2001, Olisdeilys Menéndez réalise un nouveau record du monde à l'occasion de son deuxième titre mondial obtenu à Helsinki en 2005, le 14 août 2005, en atteignant la marque de 71,70 m, là encore dès son entame dans le concours.
Le 13 septembre 2008, lors de la Finale mondiale de l'athlétisme à Stuttgart, la Tchèque Barbora Špotáková établit à son premier essai la marque de 72,28 m et améliore de cinquante-huit centimètres le record du monde de Olisdeilys Menéndez

### Progression du record du monde
48 records du monde féminins du lancer du javelot ont été homologués par l'IAAF.
| Marque                               | Athlète              | Date              | Lieu                  |
| ------------------------------------ | -------------------- | ----------------- | --------------------- |
| Premier modèle (de 1922 à 1999)      |                      |                   |                       |
| 25,01 m                              | Božena Šrámková      | 6 août 1922       | Prague                |
| 25,32 m                              | Božena Šrámková      | 13 août 1922      | Prague                |
| 27,24 m                              | Marie Janderová      | 25 mai 1924       | Moravska Ostrava      |
| 37,575 m                             | Guschi Hargus        | 12 juin 1927      | Berlin                |
| 38,39 m                              | Guschi Hargus        | 18 août 1928      | Berlin                |
| 40,27 m                              | Ellen Braumüller     | 12 juillet 1930   | Berlin                |
| 42,28 m                              | Ellen Braumüller     | 2 août 1931       | Magdeburg             |
| 44,64 m                              | Ellen Braumüller     | 12 juin 1932      | Berlin                |
| 46,74 m                              | Nan Gindele          | 18 juin 1932      | Chicago               |
| 47,24 m                              | Anneliese Steinheuer | 21 juin 1942      | Francfort-sur-le-Main |
| 48,21 m                              | Herma Bauma          | 29 juillet 1947   | Vienne                |
| 48,63 m                              | Herma Bauma          | 12 septembre 1948 | Vienne                |
| 49,59 m                              | Natalya Smirnitskaya | 25 juillet 1949   | Moscou                |
| 53,41 m                              | Natalya Smirnitskaya | 5 août 1949       | Moscou                |
| 53,56 m                              | Nadezhda Konyayeva   | 5 février 1954    | Leningrad             |
| 55,11 m                              | Nadezhda Konyayeva   | 22 mai 1954       | Kiev                  |
| 55,48 m                              | Nadezhda Konyayeva   | 6 août 1954       | Kiev                  |
| 55,73 m                              | Dana Zátopková       | 1er juin 1958     | Prague                |
| 57,40 m                              | Anna Pazera          | 24 juillet 1958   | Cardiff               |
| 57,49 m                              | Birutė Zalogaitytė   | 30 octobre 1958   | Tbilissi              |
| 57,92 m                              | Elvīra Ozoliņa       | 3 mai 1960        | Leselidze             |
| 59,55 m                              | Elvīra Ozoliņa       | 4 juin 1960       | bucarest              |
| 59,78 m                              | Elvīra Ozoliņa       | 3 juillet 1963    | Moscou                |
| 62,40 m                              | Yelena Gorchakova    | 16 octobre 1964   | Tokyo                 |
| 62,70 m                              | Ewa Gryziecka        | 11 juin 1972      | Bucarest              |
| 65,06 m                              | Ruth Fuchs           | 11 juin 1972      | Potsdam               |
| 66,10 m                              | Ruth Fuchs           | 7 septembre 1973  | Édimbourg             |
| 67,22 m                              | Ruth Fuchs           | 3 septembre 1974  | Rome                  |
| 69,12 m                              | Ruth Fuchs           | 10 juillet 1976   | Berlin                |
| 69,32 m                              | Kathy Schmidt        | 11 septembre 1977 | Fürth                 |
| 69,52 m                              | Ruth Fuchs           | 13 juin 1979      | Dresde                |
| 69,96 m                              | Ruth Fuchs           | 29 avril 1980     | Split                 |
| 70,08 m                              | Tatyana Biryulina    | 12 juillet 1980   | Podolsk               |
| 71,88 m                              | Antoaneta Todorova   | 15 août 1981      | Zagreb                |
| 72,40 m                              | Tiina Lillak         | 29 juin 1982      | Helsinki              |
| 74,20 m                              | Sofia Sakorafa       | 26 septembre 1982 | La Canée              |
| 74,76 m                              | Tiina Lillak         | 13 juin 1983      | Tampere               |
| 75,26 m                              | Petra Felke          | 4 juin 1985       | Schwerin              |
| 75,40 m                              | Petra Felke          | 4 juin 1985       | Schwerin              |
| 77,44 m                              | Fatima Whitbread     | 28 août 1986      | Stuttgart             |
| 78,90 m                              | Petra Felke          | 29 juillet 1987   | Leipzig               |
| 80,00 m                              | Petra Felke          | 9 septembre 1988  | Potsdam               |
| Modèle actuel (depuis le 01/04/1999) |                      |                   |                       |
| 67,09 m                              | Miréla Manjani       | 28 août 1999      | Séville               |
| 68,22 m                              | Trine Hattestad      | 30 juin 2000      | Rome                  |
| 69,48 m                              | Trine Hattestad      | 28 juillet 2000   | Oslo                  |
| 71,54 m                              | Olisdeilys Menéndez  | 1er juillet 2001  | Rethymno              |
| 71,70 m                              | Olisdeilys Menéndez  | 14 août 2005      | Helsinki              |
| 72,28 m                              | Barbora Špotáková    | 13 septembre 2008 | Stuttgart             |

## Autres catégories d'âge
Les records du monde juniors du lancer du javelot sont actuellement détenus par le Letton Zigismunds Sirmais avec la marque de 84,69 m, établie le 22 juin 2011 à Bauska, et par l'Ukrainienne Vira Rebryk avec la marque de 63,01 m, établie le 10 juillet 2008 à Bydgoszcz.
Les meilleures performances mondiales cadets sont la propriété de l'Argentin Braian Toledo avec 89,34 m établis le 6 mars 2010 à Mar del Plata (javelot de 700 g), et de la Chinoise Juan Xue avec 62,93 m établis le 27 octobre 2003 à Changsha.
| Record                                       | Athlète       | Marque  | Date            | Lieu          |
| -------------------------------------------- | ------------- | ------- | --------------- | ------------- |
| Record du monde junior                       | Neeraj Chopra | 86,48 m | 23 juillet 2016 | Bydgoszcz     |
| Meilleure performance mondiale cadet (700 g) | Braian Toledo | 89,34 m | 6 mars 2010     | Mar del Plata |

| Record                               | Athlète          | marque  | Date            | Lieu     |
| ------------------------------------ | ---------------- | ------- | --------------- | -------- |
| Record du monde junior               | Yulenmis Aguilar | 63,86 m | 2 août 2015     | Edmonton |
| Meilleure performance mondiale cadet | Juan Xue         | 62,93 m | 27 octobre 2003 | Changsha |